# ايكوبلانت بامبو
إيكوبلانت بامبو الفائزة بجائزة التميُز المؤسسي لوزارة الخارجية الأمريكية عام 2014. تم تأسيسها عام 2010 بواسطة تروي وايزمان، وكميل ريبيلو. مجموعة إيكوبلانت بامبو تفوقت في تصنيع البامبو كبديل لقطاعات تصنيع الخشب. في الوقت الحالي، تمتلك الشركة 37،250 فدان من مزارع البامبو في وسط أمريكا، وغرب، جمهورية جنوب أفريقيا مع مزارع أكبر تحت الإنشاء.
مجموعة إيكوبلانت بامبو (بالإنجليزية: Ecoplanet Bamboo Group) شركة أمريكية خاصة مُسجلة في ولاية ديلاوير، ولديها مقر رئيسي خارج شيكاغو، إلينوي. وهي شركة ذات مسؤولية محدودة تسمح لكل منطقة جغرافية ومزرعة بامبو مستقلة بأن يتم تمويلها وإدارتها بصورة فردية، ولكن تحت نفس المظلة.
عُرف عن الشركة أنها ذات تأثير اجتماعي، فخلقت أكثر من 750 فرصة عمل، وتعمل في بعض أفقر مناطق العالم في نيكاراغوا (جنوب أفريقيا)، وغانا.
تزرع ايكوبلانت بامبو (EcoPlanet Bamboo) أنواع من البامبو الاستوائي الكثيف باستخدام الأراضي الهامشية فقط لإنتاج ألياف دون قطع الأشجار أو استخدامها. خلقت الشركة إطار عمل مستدام في مجال البامبو. تُنضج المزارع بعد خمس إلي سبع سنوات، وتُوَجَه الألياف نحو شركات تعتمد على الخشب، والألياف كمصدر خام من الشركات الموجودة في قائمة فورتشين 500 لأفضل 500 شركة أمريكية.
الشركة غير مركزية بمزارع بامبو منفردة، وتعمل تحت إطار عمل موحد لمجموعة ايكوبلانت بامبو
(Ecoplanet Bamboo Group) لتحقيق استرجاع الغابات. توجد مجموعة كاملة من الكادر الإداري المُؤهل في كل مزرعة، ويتم الإشراف عليه من قبل فريق إداري أساسي.

## البامبو في الصين
بالرغم من أن البامبو نبات تمت زراعته وحصده في الصين لأجيال عدة، إلا أن ذلك يحصل على نطاق صغير. يوجد القليل من المزارع التجارية، والتي تتم إدارتها على نطاق واسع. تتألف النسبة الأكبر من الأراضي التي تزرع البامبو من أراضٍ مساحتها صغيرة، ومملوكة من مزارعين مستقلين أو عائلات، وتتم إدارتها كجزء من تشكيلة متنوعة من محاصيل الرزق. في داخل الصين، تمت زراعة البامبو فقط في مناطق غير مناسبة للزراعة، مما يعني بشكل عام أراض جبلية لا يمكن الوصول إليها في معظم الأحيان. معظم زراعات البامبو في الصين ترتكز على نوع مميز ومحدد من الموسو (موسو بامبو).
معالجة وتصنيع البامبو في الصين يُسيطر عليها من قبل المعالجة بشكل متوسط أو متدني، و بتركيز كبير على سوقين مختلفين تمامًا:
(1) قطاع الحرف اليدوية العالمي (2) تصنيع قطع البامبو القابلة للأكل لقطاع تصنيع الغذاء. في السنوات الأخيرة كان هنالك تزايد في تصنيع أرضيات البامبو.
تعمل ايكوبلانت بامبو بطريقة مختلفة بتنمية ألياف البامبو لقطاع تصنيع الورق واللب، والمنسوجات، والخشب الصناعي المستخدم هندسيًا.

## الحواجز التاريخية لصناعة البامبو
أعلنت شركة إيكوبلانت بامبو (EcoPlanet Bamboo) أنها تمكّنت من تجاوز العديد من التحديات في سبيل تحويل البامبو إلى محصول تجاري ناجح، ومن أبرز هذه الحواجز:
- نقص المواد الزراعية المناسبة، وخاصة بسبب ظاهرة الإزهار الجماعي لنبات البامبو (Bamboo mass flowering).
- قلّة المعلومات العلمية حول نمو، وبيئة، وعوائد معظم أنواع البامبو، باستثناء نوع الموسو (Moso).
- الحاجة إلى استثمارات ضخمة لرعاية مزارع البامبو خلال فترة النضوج الطويلة، والتي قد تمتد من 6 إلى 7 سنوات.
- صعوبة تشغيل المشروعات في المناطق النائية من الدول النامية، مما يزيد من التحديات اللوجستية والتشغيلية.

## التنمية في البامبو
ايكوبلانت بامبو (EcoPlanet Bamboo) هي شركة حصيلة ثلاثية تنشُر مبدأ الرأسمالية الواعية. الشركة رائدة في مفهوم التنمية الموثَقة في تصنيع البامبو التجاري. المزارع في نيكاراجوا موثَقة من قبل مجلس رعاية الغابات، ومعيار الكربون المعتمد ((Verified Carbon Standard (VCS). وهي حاصلة على ختم الموافقة الذهبي من  تحالف المناخ، والمجتمع، والتنوع البيولوجي. ايكوبلانت بامبو أول كيان يحصل على هذه التوثيقات بمجال البامبو.
تم التأمين على الشركة من قبل وكالة ضمان الاستثمار متعدد الأطراف التابعة للبنك الدولي (World Bank's Multilateral Insurance Guarantee Agency (MIGA))، وتحمل بوليصة بـ48 مليون دولار. أبرزت وكالة ضمان الاستثمار متعدد الأطراف ايكوبلانت بامبو (EcoPlanet Bamboo) لتأثيرها الاجتماعي والبيئي القوي.
مزارع الشركة مثال على إعادة إحياء الغابات من قبل القطاع الخاص، مع الحفاظ على البامبو الموجود، وإعادة وصل بقع الغابات مع الحياة النباتية، واستعادة خصوبة التربة، ومستوى المياه الجوفيّة.

## جائزة وزارة الخارجية الأمريكية للتميُز المؤسسي
هذه الجائزة السنوية قُدمت لايكوبلانت بامبو من قبل جون كيري في وزارة الخارجية الأمريكية عام 2014. تم تكريم ايكوبلانت بامبو جنباً إلي جنب مع شركة كوكاكولا لتوجيه الممارسات التجارية الجيدة في الدول اللتان تعملان بهما.